# كأس الاتحاد الآسيوي 2012
كأس الاتحاد الآسيوي 2012 هي النسخة التاسعة من مسابقة كأس الاتحاد الآسيوي التي ينظمها الاتحاد الآسيوي لكرة القدم بين الأندية من الدول الأعضاء.

## تحصيص الفرق لكل اتحاد
المقاعد التالية المخصصة لكأس الاتحاد الآسيوي 2012 اعتمدت من قبل الاتحاد الآسيوي لكرة القدم في نوفمبر 2011: الاتحادات الأربعة التالية (اليمن، ماليزيا، مالديف، مينمار) الذين لديهم النقاط الأدنى وفقاً لنظام تقييم الاتحاد الآسيوي لديهم فريق واحد يشارك في دور المجموعات وواحد في الملحق.
| مركز    | الاتحاد العضو                                | النقاط  | المقاعد       | المقاعد        |
| مركز    | الاتحاد العضو                                | النقاط  | دور المجموعات | الدور التمهيدي |
| ------- | -------------------------------------------- | ------- | ------------- | -------------- |
| —       | خاسر من الدور التمهيدي لدوري أبطال آسيا 2012 | —       | 2             | 0              |
| 1       | الكويت                                       | 35.32   | 3*            | 0              |
| 2       | الأردن                                       | 33.47   | 2             | 0              |
| 3       | سوريا                                        | 30.28   | 2             | 0              |
| 4       | العراق                                       | 28.98   | 2             | 0              |
| 5       | البحرين                                      | 28.13   | 0**           | 0              |
| 7       | عمان                                         | 20.68   | 2             | 0              |
| 11      | لبنان                                        | 15.09   | 2             | 0              |
| 12      | الهند                                        | 11.75   | 2             | 0              |
| 13      | اليمن                                        | 11.02   | 1             | 1              |
| 15      | مالديف                                       | 9.13    | 1             | 1              |
| المجموع | المجموع                                      | المجموع | 19            | 2              |

| مركز    | الاتحاد العضو                                | النقاط  | المقاعد       | المقاعد        |
| مركز    | الاتحاد العضو                                | النقاط  | دور المجموعات | الدور التمهيدي |
| ------- | -------------------------------------------- | ------- | ------------- | -------------- |
| —       | خاسر من الدور التمهيدي لدوري أبطال آسيا 2012 | —       | 2******       | 0              |
| 6       | فيتنام                                       | 24.16   | 2             | 0              |
| 8       | إندونيسيا                                    | 17.58   | 1***          | 0              |
| 9       | سنغافورة                                     | 16.51   | 2             | 0              |
| 10      | هونغ كونغ                                    | 15.68   | 2             | 0              |
| 14      | ماليزيا                                      | 10.79   | 1****         | 1              |
| 16      | ميانمار                                      | 5.47    | 1*****        | 1              |
| المجموع | المجموع                                      | المجموع | 11******      | 2******        |

ملاحظات
- ينضم الخاسرون في الدور التمهيدي الثاني لدوري أبطال آسيا وذالك بعكس النسخة الماضية.
- * الكويت لديها ثلاثة فرق مشارك من بينهم الكويت وصيف كأس الاتحاد الآسيوي 2011 الذي فشل بالوفاء بمعايير التي حددها الاتحاد الآسيوي للمنافسة في دوري أبطال آسيا 2012، وبالتالي سيدخل مباشرة إلى كأس الاتحاد الآسيوي 2012.
- ** البحرين كانت قادرة على المشاركة في كأس الاتحاد الآسيوي، لكن اختارت عدم المشاركة في عام 2012.
- *** إندونيسيا لديها فقط فريق واحد في البطولة بما أن بطل دوريها سيدخل ملحق التصفيات من دوري أبطال آسيا 2012.
- **** ماليزيا ستعود للمشاركة بالبطولة بعد أن غابت عنها في 2011.
- ***** ميانمار طلبت أن يتم تصعيدها مشاركاتها القارية من كأس رئيس الاتحاد الآسيوي إلى كأس الاتحاد الآسيوي، وقد تم اعتماد هذا الطلب من قبل الاتحاد الآسيوي لكرة القدم في نوفمبر 2011، وبذالك ستشارك ميانمار لأول مرة في المسابقة.
- ****** بسبب انسحاب لياونينغ هووين (الصين) واستبعاد بيرسيبورا جايابورا (إندونيسيا) من الملحق التأهيلي من دوري أبطال آسيا 2012 سيدخل ناديي ترغكانو (ماليزيا) وأياياوادي يونايتد (ميانمار) مباشرة لدور المجموعات بعد أن كانوا بالأصل سيلعبوا في الملحق التأهيلي ولذلك لم يتبقَ إلا 3 فرق، ما يعني لن يكون سوى خاسر واحد في الدور النهائي لمنطقة الشرق بدلاً من اثنين. لذلك، تأهل كلا الفريقين تلقائياً إلى دور المجموعات.

## الفرق المتأهلة
سوف يشارك مجموع 34 فريق في دوري أبطال آسيا 2012.
- 30 فريق (19 في غرب آسيا و11 في شرق آسيا) سوف يشاركون مباشرة في دور المجموعات.
- 4 فرق (2 في غرب آسيا و2 في شرق آسيا) سوف يشاركون في الملحق التأهيلي، وسوف يتسم توزيعهم على جولتين. الفائزون الأثنين (1 في غرب آسيا و1 في شرق آسيا) سيتأهلون مباشرة إلى دور المجموعات.

| مشاركون في دور المجموعات تلقائياً: غرب آسيا (المجموعات 1–5) | مشاركون في دور المجموعات تلقائياً: غرب آسيا (المجموعات 1–5)    | مشاركون في دور المجموعات تلقائياً: غرب آسيا (المجموعات 1–5) | مشاركون في دور المجموعات تلقائياً: غرب آسيا (المجموعات 1–5) |
| الفريق                                                     | طريقة التأهل                                                  | الظهور                                                     | آخر مشاركة                                                 |
| ---------------------------------------------------------- | ------------------------------------------------------------- | ---------------------------------------------------------- | ---------------------------------------------------------- |
| نيفتشي فرغونا                                              | الخاسر من جولة الملحق التأهيلي لدوري أبطال آسيا 2012          | الثاني                                                     | 2009                                                       |
| الاتفاق                                                    | الخاسر من جولة الملحق التأهيلي لدوري أبطال آسيا 2012          | الأول                                                      | لا شيء                                                     |
| سالغاوكار                                                  | بطل الدوري الهندي 2010–11 فائز كأس الاتحاد الهندي 2011        | الأول                                                      | لا شيء                                                     |
| كينغفيشر إيست بنغال                                        | وصيف الدوري الهندي 2010–11                                    | السادس                                                     | 2011                                                       |
| الزوراء                                                    | بطل الدوري العراقي الممتاز 2010–11                            | الثاني                                                     | 2009                                                       |
| أربيل                                                      | وصيف الدوري العراقي الممتاز 2010–11                           | الثالث                                                     | 2011                                                       |
| الوحدات                                                    | بطل الدوري الأردني 2010-11 فائز كأس الأردن لكرة القدم 2010–11 | السابع                                                     | 2011                                                       |
| الفيصلي                                                    | وصيف الدوري الأردني 2010-11                                   | السادس                                                     | 2011                                                       |
| القادسية                                                   | بطل الدوري الكويتي 2010–11                                    | الثالث                                                     | 2011                                                       |
| كاظمة                                                      | فائز كأس أمير الكويت 2011                                     | الثاني                                                     | 2010                                                       |
| الكويت                                                     | وصيف كأس الاتحاد الآسيوي 2011                                 | الرابع                                                     | 2011                                                       |
| العهد                                                      | بطل الدوري اللبناني 2010–11 فائز كأس لبنان 2010–11            | السادس                                                     | 2011                                                       |
| الصفاء                                                     | وصيف الدوري اللبناني 2010–11                                  | الثالث                                                     | 2009                                                       |
| في بي                                                      | بطل دوري جزر المالديف الممتاز 2011 كأس المالديف 2011          | الرابع                                                     | 2011                                                       |
| السويق                                                     | بطل الدوري العماني لكرة القدم 2010–11                         | الثالث                                                     | 2011                                                       |
| العروبة†                                                   | وصيف الدوري العماني لكرة القدم 2010–11                        | الثالث                                                     | 2011                                                       |
| الشرطة                                                     | بطل ملحق كأس الاتحاد الآسيوي بالالدوري السوري 2010–11         | الأول                                                      | لا شيء                                                     |
| الاتحاد                                                    | فائز كأس الجمهورية السورية 2010–11                            | الثالث                                                     | 2011                                                       |
| العروبة                                                    | بطل الدوري اليمني 2010–11                                     | الأول                                                      | لا شيء                                                     |
| المشاركين في الملحق التأهيلي: غرب آسيا                     |                                                               |                                                            |                                                            |
| فيكتوري                                                    | وصيف دوري جزر المالديف الممتاز 2011                           | الخامس                                                     | 2011                                                       |
| التلال                                                     | وصيف الدوري اليمني 2010–11                                    | الثالث                                                     | 2011                                                       |

| مشاركون في دور المجموعات تلقائياً: شرق آسيا (المجموعات 6–8) | مشاركون في دور المجموعات تلقائياً: شرق آسيا (المجموعات 6–8) | مشاركون في دور المجموعات تلقائياً: شرق آسيا (المجموعات 6–8) | مشاركون في دور المجموعات تلقائياً: شرق آسيا (المجموعات 6–8) |
| الفريق                                                     | طريقة التأهل                                               | الظهور                                                     | آخر مشاركة                                                 |
| ---------------------------------------------------------- | ---------------------------------------------------------- | ---------------------------------------------------------- | ---------------------------------------------------------- |
| تشونبوري                                                   | الخاسر من جولة الملحق التأهيلي لدوري أبطال آسيا 2012       | الثالث                                                     | 2011                                                       |
| كيتشي                                                      | بطل دوري الدرجة الأولى في هونغ كونغ 2010–11                | الثاني                                                     | 2008                                                       |
| سيتيزن                                                     | فائز درع تحدي هونغ كونغ 2010–11                            | الأول                                                      | لا شيء                                                     |
| أريما                                                      | وصيف دوري السوبر الإندونيسي 2010–11                        | الأول                                                      | لا شيء                                                     |
| كلنتن                                                      | بطل الدوري الماليزي الممتاز 2011                           | الأول                                                      | لا شيء                                                     |
| ترغكانو                                                    | فائز كأس ماليزيا 2011                                      | الأول                                                      | لا شيء                                                     |
| يانغون يونايتد                                             | بطل دوري ميانمار الوطني 2011                               | الأول                                                      | لا شيء                                                     |
| أياياوادي يونايتد                                          | وصيف دوري ميانمار الوطني 2011                              | الأول                                                      | لا شيء                                                     |
| تامبينز روفرز                                              | بطل الدوري السنغافوري 2011                                 | الخامس                                                     | 2011                                                       |
| هوم يونايتد                                                | فائز كأس سنغافورة 2011                                     | السادس                                                     | 2009                                                       |
| سونغ لام نغي أن                                            | بطل الدوري الفيتنامي 2011                                  | الثاني                                                     | 2011                                                       |
| نافيبانك سايغون                                            | فائز كأس فيتنام 2011                                       | الأول                                                      | لا شيء                                                     |

ملاحظات
- † سيكون العروبة ممثل عمان الثاني بدلاً من ظفار، فائز كأس السلطان قابوس 2011.

## الجدول
جدول المواعيد لمسابقة 2012.
| المرحلة            | الجولة           | موعد القرعة                           | المواجهة الأولى                                      | المواجهة الثانية                                     |
| ------------------ | ---------------- | ------------------------------------- | ---------------------------------------------------- | ---------------------------------------------------- |
| الملحق التأهيلي    | النهائي          | 6 ديسمبر 2011 (كوالا لامبور، ماليزيا) | 18 فبراير 2012                                       | 18 فبراير 2012                                       |
| دور المجموعات      | جولة المباريات 1 | 6 ديسمبر 2011 (كوالا لامبور، ماليزيا) | 6–7 مارس 2012                                        | 6–7 مارس 2012                                        |
| دور المجموعات      | جولة المباريات 2 | 6 ديسمبر 2011 (كوالا لامبور، ماليزيا) | 20–21 مارس 2012                                      | 20–21 مارس 2012                                      |
| دور المجموعات      | جولة المباريات 3 | 6 ديسمبر 2011 (كوالا لامبور، ماليزيا) | 3–4 أبريل 2012                                       | 3–4 أبريل 2012                                       |
| دور المجموعات      | جولة المباريات 4 | 6 ديسمبر 2011 (كوالا لامبور، ماليزيا) | 10–11 أبريل 2012                                     | 10–11 أبريل 2012                                     |
| دور المجموعات      | جولة المباريات 5 | 6 ديسمبر 2011 (كوالا لامبور، ماليزيا) | 24–25 أبريل 2012                                     | 24–25 أبريل 2012                                     |
| دور المجموعات      | جولة المباريات 6 | 6 ديسمبر 2011 (كوالا لامبور، ماليزيا) | 8–9 مايو 2012                                        | 8–9 مايو 2012                                        |
| مرحلة خروج المغلوب | دور الستة عشر    | 22–23 مايو 2012                       | 22–23 مايو 2012                                      |                                                      |
| مرحلة خروج المغلوب | ربع النهائي      | سيعلن عنه                             | 18 سبتمبر 2012                                       | 25 سبتمبر 2012                                       |
| مرحلة خروج المغلوب | نصف النهائي      | سيعلن عنه                             | 2 أكتوبر 2012                                        | 23 أكتوبر 2012                                       |
| مرحلة خروج المغلوب | النهائي          | سيعلن عنه                             | 3 نوفمبر 2012 على أرض أحد الفريقين المتأهلين للنهائي | 3 نوفمبر 2012 على أرض أحد الفريقين المتأهلين للنهائي |

## الملحق التأهيلي
أقيمت قرعة الملحق التأهيلي في كوالا لمبور، ماليزيا يوم 6 ديسمبر 2011. تأهل الفائز إلى دور المجموعات.
| فريق 1         | نتيجة          | فريق 2         |
| منطقة غرب آسيا | منطقة غرب آسيا | منطقة غرب آسيا |
| -------------- | -------------- | -------------- |
| التلال         | 3–41           | فيكتوري        |

ملاحظات
ملاحظة 1: قرر الاتحاد الآسيوي لكرة القدم نقل المكان من عدن إلى ماليه بسبب الأزمة السياسية التي تعيشها اليمن.

## دور المجموعات
أقيمت قرعة الملحق التأهيلي في كوالا لمبور، ماليزيا يوم 6 ديسمبر 2011. أندية من نفس البلد لم يتم وضعهم في نفس المجموعة. سيتأهل أبطال وثواني كل مجموعة إلى دور خروج المغلوب.

### المجموعة الأولى
| الفريق   | نقاط | فرق | عليه | له | خ | ت | ف | لعب |
| -------- | ---- | --- | ---- | -- | - | - | - | --- |
| القادسية | 10   | 7+  | 7    | 14 | 2 | 1 | 3 | 6   |
| السويق   | 10   | 1−  | 9    | 8  | 2 | 1 | 3 | 6   |
| الفيصلي  | 9    | 3+  | 7    | 10 | 1 | 3 | 2 | 6   |
| الاتحاد  | 4    | 9−  | 14   | 5  | 4 | 1 | 1 | 6   |

|          | الأردن | سوريا | الكويت | سلطنة عمان |
| -------- | ------ | ----- | ------ | ---------- |
| الفيصلي  |        | 1–1   | 1–1    | 2–3        |
| الاتحاد  | 1–4    |       | 1–0    | 0–2        |
| القادسية | 1–2    | 5–2   |        | 2–0        |
| السويق   | 0–0    | 2–0   | 1–5    |            |

### المجموعة الثانية
| الفريق              | نقاط | فرق | عليه | له | خ | ت | ف | لعب |
| ------------------- | ---- | --- | ---- | -- | - | - | - | --- |
| أربيل               | 14   | 6+  | 5    | 11 | 0 | 2 | 4 | 6   |
| كاظمة               | 11   | 4+  | 6    | 10 | 1 | 2 | 3 | 6   |
| العروبة             | 8    | 2+  | 8    | 10 | 2 | 2 | 2 | 6   |
| كينغفيشر إيست بنغال | 0    | 12− | 14   | 2  | 6 | 0 | 0 | 6   |

|                     | اليمن | العراق | الهند | الكويت |
| ------------------- | ----- | ------ | ----- | ------ |
| العروبة             |       | 2–2    | 4–1   | 1–2    |
| أربيل               | 2–1   |        | 2–0   | 1–1    |
| كينغفيشر إيست بنغال | 0–1   | 0–2    |       | 1–2    |
| كاظمة               | 1–1   | 1–2    | 3–0   |        |

### المجموعة الثالثة
| الفريق  | نقاط | فرق | عليه | له | خ | ت | ف | لعب |
| ------- | ---- | --- | ---- | -- | - | - | - | --- |
| الاتفاق | 14   | 11+ | 7    | 18 | 0 | 2 | 4 | 6   |
| الكويت  | 11   | 7+  | 10   | 17 | 1 | 2 | 3 | 6   |
| العهد   | 7    | 4−  | 11   | 7  | 3 | 1 | 2 | 6   |
| في بي   | 1    | 14− | 23   | 9  | 5 | 1 | 0 | 6   |

|         | لبنان | السعودية | الكويت | المالديف |
| ------- | ----- | -------- | ------ | -------- |
| العهد   |       | 1–3      | 0–4    | 5–3      |
| الاتفاق | 0–0   |          | 2–2    | 2–0      |
| الكويت  | 1–0   | 1–5      |        | 7–1      |
| في بي   | 0–1   | 3–6      | 2–2    |          |

### المجموعة الرابعة
| الفريق        | نقاط | فرق | عليه | له | خ | ت | ف | لعب |
| ------------- | ---- | --- | ---- | -- | - | - | - | --- |
| الوحدات       | 12   | 6+  | 9    | 15 | 2 | 0 | 4 | 6   |
| نيفتشي فرغونا | 11   | 4+  | 7    | 11 | 1 | 2 | 3 | 6   |
| العروبة       | 7    | 2−  | 10   | 8  | 3 | 1 | 2 | 6   |
| سالغاوكار     | 4    | 8−  | 14   | 6  | 4 | 1 | 1 | 6   |

|               | سلطنة عمان | الأردن | أوزبكستان | الهند |
| ------------- | ---------- | ------ | --------- | ----- |
| العروبة       |            | 4–2    | 0–0       | 1–0   |
| الوحدات       | 2–1        |        | 3–1       | 5–0   |
| نيفتشي فرغونا | 3–1        | 2–1    |           | 3–0   |
| سالغاوكار     | 3–1        | 1–2    | 2–2       |       |

### المجموعة الخامسة
| الفريق  | نقاط | فرق | عليه | له | خ | ت | ف | لعب |
| ------- | ---- | --- | ---- | -- | - | - | - | --- |
| الشرطة  | 15   | 8+  | 6    | 14 | 1 | 0 | 5 | 6   |
| الزوراء | 12   | 7+  | 5    | 12 | 2 | 0 | 4 | 6   |
| الصفاء  | 9    | 1−  | 7    | 6  | 3 | 0 | 3 | 6   |
| التلال  | 0    | 14− | 15   | 1  | 6 | 0 | 0 | 6   |

|         | سوريا | اليمن | العراق | لبنان |
| ------- | ----- | ----- | ------ | ----- |
| الشرطة  |       | 3–0   | 3–2    | 3–2   |
| التلال  | 0–2   |       | 0–2    | 1–2   |
| الزوراء | 2–1   |       | 5–0    | 1–0   |
| الصفاء  | 0–2   | 1–0   | 1–0    |       |

### المجموعة السادسة
| الفريق          | نقاط | فرق | عليه | له | خ | ت | ف | لعب |
| --------------- | ---- | --- | ---- | -- | - | - | - | --- |
| كيتشي           | 11   | 5+  | 4    | 9  | 1 | 2 | 3 | 6   |
| ترغكانو         | 10   | 2+  | 8    | 10 | 2 | 1 | 3 | 6   |
| سونغ لام نغي أن | 7    | 3−  | 9    | 6  | 3 | 1 | 2 | 6   |
| تامبينز روفرز   | 5    | 4−  | 7    | 3  | 3 | 2 | 1 | 6   |

|                 | هونغ كونغ | فيتنام | سنغافورة | ماليزيا |
| --------------- | --------- | ------ | -------- | ------- |
| كيتشي           |           | 2–0    | 3–1      | 2–2     |
| سونغ لام نغي أن | 1–0       |        | 3–0      | 0–1     |
| تامبينز روفرز   | 0–0       | 0–0    |          | 0–1     |
| ترغكانو         | 0–2       | 6–2    | 0–2      |         |

### المجموعة السابعة
| الفريق         | نقاط | فرق | عليه | له | خ | ت | ف | لعب |
| -------------- | ---- | --- | ---- | -- | - | - | - | --- |
| تشونبوري       | 14   | 5+  | 5    | 10 | 0 | 2 | 4 | 6   |
| هوم يونايتد    | 10   | 3+  | 6    | 9  | 2 | 1 | 3 | 6   |
| سيتيزن         | 7    | 3−  | 12   | 9  | 3 | 1 | 2 | 6   |
| يانغون يونايتد | 2    | 5−  | 9    | 4  | 4 | 2 | 0 | 6   |

|                | تايلاند | هونغ كونغ | سنغافورة | ميانمار |
| -------------- | ------- | --------- | -------- | ------- |
| تشونبوري       |         | 2–0       | 1–0      | 1–0     |
| سيتيزن         | 3–3     |           | 1–2      | 2–1     |
| هوم يونايتد    | 1–2     | 3–1       |          | 3–1     |
| يانغون يونايتد | 1–1     | 1–2       | 0–0      |         |

### المجموعة الثامنة
| الفريق            | نقاط | فرق | عليه | له | خ | ت | ف | لعب |
| ----------------- | ---- | --- | ---- | -- | - | - | - | --- |
| كلنتن             | 13   | 5+  | 5    | 10 | 1 | 1 | 4 | 6   |
| أريما             | 7    | 0   | 12   | 12 | 3 | 1 | 2 | 6   |
| نافيبانك سايغون   | 7    | 2−  | 12   | 10 | 3 | 1 | 2 | 6   |
| أياياوادي يونايتد | 7    | 3−  | 10   | 7  | 3 | 1 | 2 | 6   |

|                   | إندونيسيا | ميانمار | ماليزيا | فيتنام |
| ----------------- | --------- | ------- | ------- | ------ |
| أريما             |           | 1–1     | 1–3     | 6–2    |
| أياياوادي يونايتد | 0–3       |         | 3–1     | 2–0    |
| كلنتن             | 3–0       | 1–0     |         | 0–0    |
| نافيبانك سايغون   | 3–1       | 4–1     | 1–2     |        |

## مرحلة خروج المغلوب

### دور الستة عشر
استناداً لنتائج القرعة لدور المجموعات، سيحدد جدول المباريات لدور الستة عشر كالتالي. تلعب كل مواجهة بمباراة واحدة، يستضيفها الفائز من كل مجموعة (الفريق 1) ضد الوصيف من المجموعة الأخرى (الفريق 2).
| فريق 1   | نتيجة                | فريق 2        |
| -------- | -------------------- | ------------- |
| القادسية | 1–1 (ب.و.إ.) (1–3 ر) | الكويت        |
| الاتفاق  | 1–0                  | السويق        |
| أربيل    | 4–0                  | نيفتشي فرغونا |
| الوحدات  | 2–1 (ب.و.إ.)         | كاظمة         |
| الشرطة   | 3–0                  | هوم يونايتد   |
| تشونبوري | 1–0                  | الزوراء       |
| كيتشي    | 0–2                  | أريما         |
| كلنتن    | 3–2                  | ترغكانو       |

### ربع النهائي
أقيمت قرعة ربع النهائي، نصف النهائي والنهائي في كوالا لمبور، ماليزيا يوم 14 يونيو 2012. وقد تم تحديد مواجهات ربع النهائي ونصف النهائي فضلاً عن المضيف المحتمل للنهائي.
| الفريق الأول | إجم. | الفريق الثاني | مباراة الذهاب | مباراة الإياب |
| ------------ | ---- | ------------- | ------------- | ------------- |
| الكويت       | 3–0  | الوحدات       | 0–0           | 3–0           |
| أريما        | 0–4  | الاتفاق       | 0–2           | 0–2           |
| أربيل        | 6–2  | كلنتن         | 5–1           | 1–1           |
| تشونبوري     | 5–4  | الشرطة        | 1–2           | 4–2 (ب.و.إ.)  |

| الفريق الأول | إجم.  | الفريق الثاني | مباراة الذهاب | مباراة الإياب |
| ------------ | ----- | ------------- | ------------- | ------------- |
| فائز ر.ن 1   | ن.ن 1 | فائز ر.ن 2    | 2 أكتوبر      | 23 أكتوبر     |
| فائز ر.ن 3   | ن.ن 2 | فائز ر.ن 4    | 2 أكتوبر      | 23 أكتوبر     |

نهائي كأس الاتحاد الآسيوي 2012 سوف يلعب على ملعب أحد الفريقين المتأهلين للنهائي، يتم تحديده في القرعة.
| فائز نصف النهائي 1 | ضد | فائز نصف النهائي 2 |
| ------------------ | -- | ------------------ |
|                    |    |                    |